# Onitlasi Moraes
Onitlasi Júnior de Moraes Rodrigues, mais conhecido como Onitlasi ou simplesmente Moraes (Goianira, 3 de outubro de 1997) é um futebolista brasileiro que atua como lateral-esquerdo, meia e ponta-esquerda. Atualmente joga na Aparecidense, emprestado pelo Atlético Goianiense.
O nome de Moraes trás uma curiosidade em sua origem: A ideia foi avô paterno que atende pelo nome de Isaltino (Que de trás para frente fica Onitlasi) e batizou o pai de Moraes, que deu ao filho o mesmo nome para a tradição da família continuar.

## Carreira

### Bom Jesus
Nascido em Goianira, Goiás, Moraes iniciou sua carreira nas categorias de base Goiás em 2009, se transferindo para o rival Atlético Goianiense em 2014, aonde se profissionalizou. Porém, foi emprestado ao Bom Jesus em 2015. Conhecido como Juninho na época, ele fez sua estreia em 5 de setembro de 2015, começando no empate em casa por 1 a 1 com o Aparecida, pelo Campeonato Goiano de 2015 - Terceira Divisão.
Ele marcou seu primeiro gol na carreira em 27 de setembro de 2015, marcando o segundo gol de sua equipe em uma vitória fora de casa por 3 a 2 sobre o Monte Cristo, pelo Campeonato Goiano de 2015 - Terceira Divisão. Pelo Bom Jesus, fez 9 partidas e marcou 2 gols.

### Atlético Goianiense
De volta ao Atlético Goianiense, Moraes renovou seu contrato até 2020 em fevereiro de 2016. Estreou pelo clube em 3 de fevereiro de 2016, entrando como substituto em uma vitória fora de casa por 3 a 0 sobre o Trindade, pelo Campeonato Goiano de 2016.
Mas na sua primeira passagem, conseguiu fazer apenas 7 jogos e marcar nenhum gol.

### Flamengo
Moraes chegou ao Flamengo em 2016, incialmente para o sub-20 da equipe. Moraes se destacou na Copa São Paulo de Futebol Júnior de 2017, quando o Flamengo acabou eliminado nas quartas de final. Com a venda de Jorge e a saída de Chiquinho, o lateral-esquerdo passou a treinar entre os profissionais, mas não teve oportunidade de atuar em nenhuma partida.

### São Bento
Sem espaço no elenco profissional do Flamengo, em 28 de dezembro de 2017, Moraes foi emprestado ao São Bento. Estreou pelo clube do interior paulista em 20 de março de 2018, entrando como titular em um empate fora de casa com o Red Bull Brasil por 2 a 2, aonde também marcou seu primeiro gol pelo clube, pelo Campeonato Paulista do Interior de 2018.
Também não recebeu bastante oportunidades no São Bento, disputando apenas 4 partidas e marcando apenas um gol.

### Retorno ao Atlético Goianiense
Em meados de 2018, Moraes retornou ao Atlético Goianiense por empréstimo. Sua reestreia pelo clube aconteceu em 16 de novembro, entrando como titular em uma vitória em casa contra o São Bento por 1 a 0, pela Série B de 2020. Fez seus dois primeiros gols pelo clube em 24 de novembro, marcando os dois gols de uma goleada fora de casa por 5 a 2 sobre o Paysandu.
Moraes estava emprestado ao Atlético Goianiense pelo Flamengo. Com o fim do vínculo dele com o clube carioca se encerrou no fim de 2018, assinou contrato definitivo para a temporada de 2019. Na sua segunda passagem pelo clube, Moraes fez 22 partidas e marcou 4 gols.

### Mirassol
Após não ser aproveitado pelo Atlético Goianiense e ficar fora dos planos da equipe goiana, em 17 de julho de 2020, foi oficializada a contratação por empréstimo de Moraes ao Mirassol. Estreou pelo clube em 23 de julho, entrando como substituto em um empate fora de casa por 0 a 0 com o Água Santa, pelo Campeonato Paulista de 2020. Seu primeiro gol pelo clube aconteceu em 20 de dezembro de 2020, marcando o segundo gol de uma vitória em casa por 4 a 0 sobre o Brasiliense, pela Série D de 2020, campeonato no qual participou da equipe que foi campeã.
Moraes apresentou bom desempenho no Campeonato Paulista de 2021 pelo Mirassol. Segundo as estatísticas, Moraes não teve erros capitais na defesa e só foi driblado uma vez. Moraes foi o primeiro em interceptações na competição (20), conseguiu 15 desarmes e fez 10 passes decisivos. Aonde também, na mesma competição, chamou a atenção de diversos times brasileiros.
Pelo Mirassol, fez 28 partidas e marcou 3 gols.

### Santos
Em 21 de maio de 2021, foi encaminhada a contratação por empréstimo de Moraes ao Santos. Somente sendo oficializada em 27 de maio, por um contrato até o final de abril de 2022. Com o Santos pagando 100% do salário do atleta, o valor de compra fixado é de 1 milhão de euros (R$ 6,4 mi) por 50% dos direitos econômicos. Fez sua estreia na equipe em 3 de julho, entrando como substituto em uma derrota fora de casa por 2 a 0 para o América Mineiro, pela Série A de 2021.

## Títulos
Flamengo
- Campeonato Carioca: 2017

Atlético Goianiense
- Campeonato Goiano: 2019

Mirassol
- Campeonato Brasileiro - Série D: 2020